# Ilkley Trophy 2023
L'Ilkley Trophy 2023 è stato un torneo di tennis professionistico maschile e femminile. È stata l'8ª edizione del torneo per le donne, facente parte della categoria W100 con un montepremi di 100 000 $. È stata l'8ª anche per gli uomini, parte della categoria Challenger 125 dell'ATP Challenger Tour 2023, con un montepremi di 145 000 €. Si è disputato dal 18 al 24 giugno 2023 sui campi in erba dell'Ilkley Lawn Tennis and Squash di Ilkley nel Regno Unito.

## Torneo maschile

### Teste di serie
| Nazionalità | Giocatore            | Ranking* | Testa di serie |
| ----------- | -------------------- | -------- | -------------- |
| Portogallo  | Nuno Borges          | 73       | 1              |
| Slovacchia  | Alex Molčan          | 80       | 2              |
| Austria     | Sebastian Ofner      | 81       | 3              |
| Australia   | Jason Kubler         | 97       | 4              |
| Austria     | Jurij Rodionov       | 114      | 5              |
| Svizzera    | Dominic Stricker     | 117      | 6              |
| Stati Uniti | Aleksandar Kovacevic | 119      | 7              |
| Giappone    | Yosuke Watanuki      | 121      | 8              |

* Ranking al 12 giugno 2023.

### Altri partecipanti
I seguenti giocatori hanno ricevuto una wild card per il tabellone principale:
- Johannus Monday
- Toby Samuel
- Harry Wendelken

I seguenti giocatori sono entrati in tabellone come special exempt:
- Arthur Cazaux
- Alexander Ritschard

I seguenti giocatori sono passati dalle qualificazioni:
- Hamad Međedović
- Charles Broom
- Mattia Bellucci
- Alex Bolt
- Laurent Lokoli
- Shang Juncheng

Il seguente giocatore è entrato in tabellone come lucky loser:
- Sho Shimabukuro

## Torneo femminile

### Teste di serie
| Nazionalità | Giocatrice                | Ranking* | Testa di serie |
| ----------- | ------------------------- | -------- | -------------- |
| Stati Uniti | Emma Navarro              | 68       | 1              |
| Slovacchia  | Anna Karolína Schmiedlová | 74       | 2              |
| Ungheria    | Dalma Gálfi               | 98       | 3              |
| Svizzera    | Simona Waltert            | 107      | 4              |
| Spagna      | Aliona Bolsova            | 112      | 5              |
| Stati Uniti | Kayla Day                 | 116      | 6              |
| Giappone    | Nao Hibino                | 119      | 7              |
| Germania    | Tamara Korpatsch          | 124      | 8              |

* Ranking al 12 giugno 2023.

### Altre partecipanti
Le seguenti giocatrici hanno ricevuto una wildcard per il tabellone principale:
- Sonay Kartal
- Isabelle Lacy
- Yuriko Miyazaki
- Anna Brogan

Le seguenti giocatrici sono passate dalle qualificazioni:
- Bai Zhuoxuan
- Joanna Garland
- Katrina Scott
- Lesley Pattinama Kerkhove
- Emiliana Arango
- Carole Monnet
- Arianne Hartono
- Ankita Raina

La seguente giocatrice è entrata in tabellone come lucky loser:
- Maddison Inglis

## Campioni

### Singolare maschile
Jason Kubler ha sconfitto in finale  Sebastian Ofner con il punteggio di 6–4, 6–4.

### Singolare femminile
Mirjam Björklund ha sconfitto in finale Emma Navarro con il punteggio di 6–4, 7–5.

### Doppio maschile
Gonzalo Escobar /  Oleksandr Nedovjesov hanno sconfitto in finale  Robert Galloway /  John-Patrick Smith con il punteggio di 2–6, 7–5, [11–9].

### Doppio femminile
Nao Hibino /  Natalija Stevanović hanno sconfitto in finale  Maja Chwalińska /  Jesika Malečková con il punteggio di 7–6(10), 7–6(5).